# Philip Durbrow
Philip Marshall „Phil“ Durbrow (* 27. Oktober 1940 in Merced, Kalifornien; † 11. September 2022) war ein US-amerikanischer Ruderer.

## Biografie
Philip Durbrow nahm bei den Olympischen Sommerspielen 1964 als Teil der US-amerikanischen Crew in der Vierer-ohne-Steuermann-Regatta teil. Krankheitsbedingt wurde er nach dem Vorlauf jedoch durch Geoffrey Picard ersetzt. Das US-amerikanische Boot gewann am Ende Bronze.
Durbrow studierte an der University of California, Berkeley. Er besuchte auch die University of Nebraska und war später für Conagra Brands in verschiedenen landwirtschaftlichen Geschäftsprojekten auf der ganzen Welt tätig. Anschließend erwarb er einen Abschluss im Advanced Management Program der Harvard Business School. Durbrow gründete Marshall Strategy. Zuvor war er stellvertretender Vorsitzender bei Frankfurt Balkind und Landor Associates. Zudem fungierte er als Stuntman in Hollywood.